# Långtjärnen (Anundsjö socken, Ångermanland, 708678-159444)
Långtjärnen är en sjö i Örnsköldsviks kommun i Ångermanland och ingår i Moälvens huvudavrinningsområde. Långtjärnen ligger 407 m ö.h. och avvattnas av Långtjärnbäcken vars vatten når Moälven via Kvarnån, Stugusjöån, Åselån, Åbosjöån och Norra Anundsjöån.